# Annunciazione (Leonardo)
L'Annunciazione è un dipinto a olio e tempera su tavola (98×217 cm), attribuito a Leonardo da Vinci, databile tra il 1472 e il 1475 circa e conservato nella Galleria degli Uffizi di Firenze.
Il quadro è stato trovato nel 1867 nella piccola chiesa di San Bartolomeo a Monte Oliveto, a Firenze.

## Storia
Benché si abbiano pochissime informazioni certe riguardo alle origini di quest'opera, si ipotizza che si tratti di una delle primissime committenze, che Leonardo riuscì a guadagnarsi mentre era "a bottega" dal Verrocchio.
Il Morelli, il Cavalcaselle, Heindereich e Calvi non l'attribuirono a Leonardo, ma proposero il Ghirlandaio o suo figlio Ridolfo, o Lorenzo di Credi in collaborazione con Leonardo. Lasciavano perplessi soprattutto alcuni errori, come quello del piano del leggio allineato alle spalle ma non ai piedi della Madonna e delle mancanze non presenti nelle altre opere leonardesche. Invece la semplicità compositiva, la freddezza del viso, la capigliatura col "ciuffetto" dell'angelo e la presenza del paesaggio portuale erano tutte caratteristiche dello stile di Leonardo. Pubblicata poi come opera di collaborazione tra Ghirlandaio e Leonardo, oggi è prevalentemente indicata come frutto di una collaborazione tra la bottega del Verrocchio e Leonardo da Vinci.
Le datazioni proposte con più consensi oscillano tra gli anni sessanta del XV secolo e il 1475, prima comunque dell'angelo nel Battesimo di Cristo (1475-1478 circa). Un disegno del Credi, conservato all'Albertina di Vienna e che ritrae una Testa di giovinetto, è stato confrontato con il volto della Madonna.
L'opera si trovava nella chiesa di San Bartolomeo a Monteoliveto, sulle colline a sud di Firenze, dove restò fino al 1867, quando fu trasferita alla Galleria degli Uffizi. Non è detto che la chiesa di San Bartolomeo fosse la destinazione originaria dell'opera, infatti Vasari non la citò, pur avendo tra i monaci olivetani il corrispondente e amico don Miniato Pitti, che lo aveva informato minuziosamente sul corredo artistico del monastero.

Un'altra Annunciazione da alcuni attribuita a Leonardo, Parigi, Louvre

Con l'arrivo agli Uffizi, alcuni studiosi cominciarono a indicare il dipinto come una delle opere giovanili di Leonardo. I dubbi oggi sono quasi del tutto appianati dal ritrovamento di due disegni preparatori di Leonardo, che hanno confermato la tesi attributiva sostenuta per la prima volta da Liphart nel 1869: uno si trova alla Christ Church Library di Oxford (n. A 31) e contempla lo studio della manica destra dell'angelo; l'altro è al Louvre (n. 2255) e riguarda il panneggio del manto sulle gambe della Vergine.
A Lorenzo di Credi è in genere attribuita un'altra Annunciazione, di dimensioni minori, al Louvre, che taluni studiosi riferiscono a Leonardo.
L'opera è stata restaurata nel 2000, ripristinando una migliore luminosità e leggibilità dei dettagli, con una migliorata lettura della prospettiva grazie alla maggiore visibilità dello scorcio architettonico sulla destra e dello sfumare del paesaggio. Secondo lo studioso Massimo Giontella, l'Annunciazione sarebbe un'opera risalente al 1481 ed attribuibile ad Antonio del Pollaiolo, a cui però anche Leonardo avrebbe partecipato, e la città sullo sfondo viene identificata in Otranto, espugnata dai Turchi nel 1480.

## Descrizione

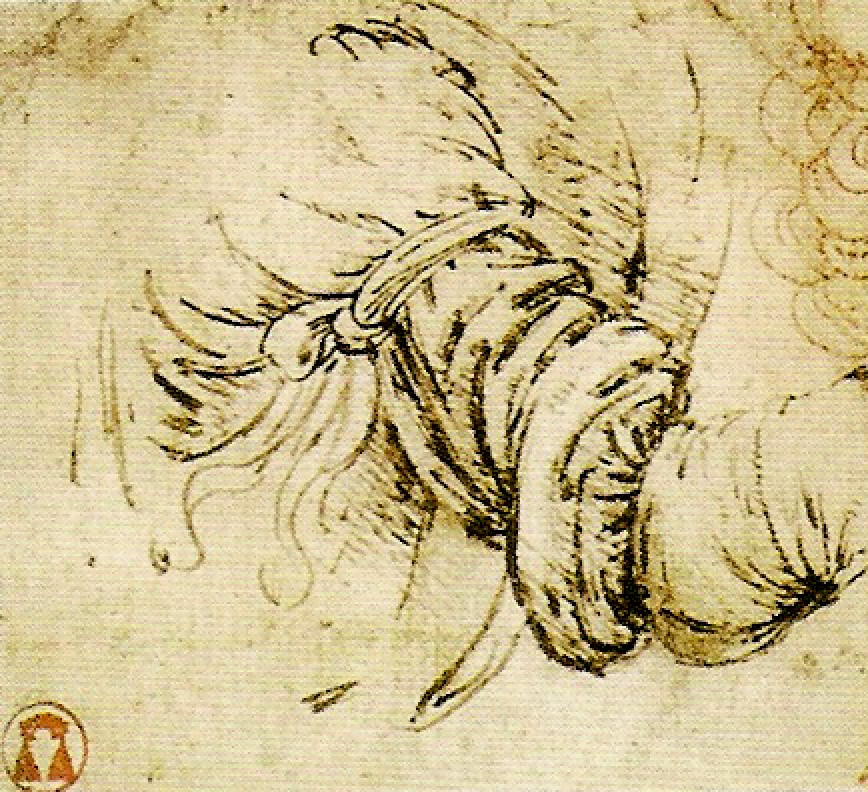
Studio della manica dell'Angelo, Oxford

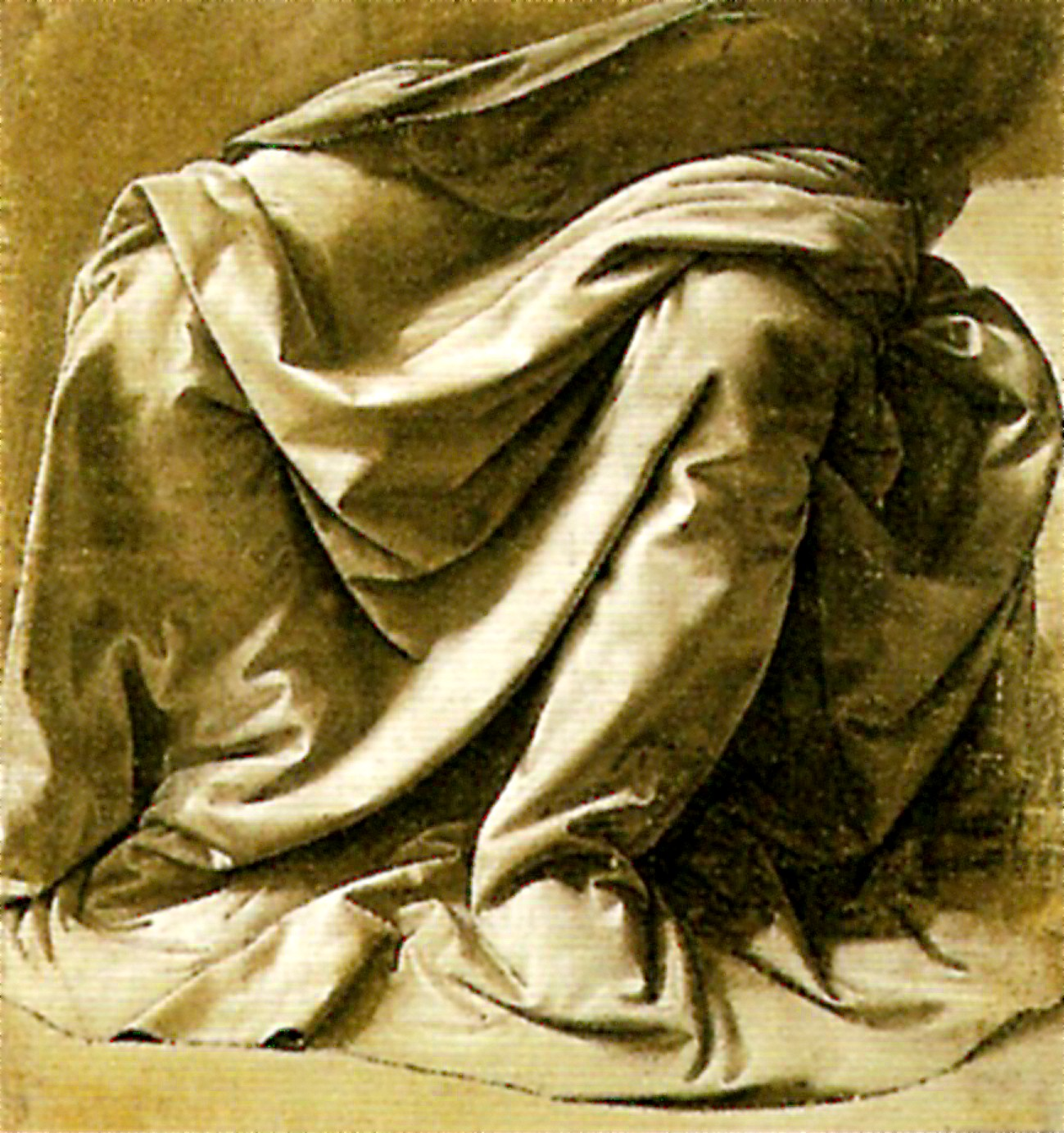
Studio di drappeggio per una figura seduta. Pennello e tempera grigia, lumeggiature in biacca su tela di lino preparata in grigio. Tracce di passepartout a penna e inchiostro nero. H. 00,266m; L. 00,233m. Parigi, Louvre, Département des Art Graphiques, INV 2255 Recto.

### Ambientazione
Leonardo si allontanò consapevolmente dall'iconografia tradizionale del tema dell'Annunciazione ambientando la scena in un giardino all'esterno della casa della Vergine al posto della consueta loggia o della camera da letto di Maria. Secondo la tradizione medioevale l'ambientazione era sempre collocata in un luogo chiuso, almeno per quanto riguardava la Vergine, in modo da inserire elementi iconografici, quali il letto, mentre l'Angelo poteva essere posizionato all'esterno, ma in un hortus conclusus, ovvero un orto delimitato da alti muri che alludeva al ventre di Maria.
È tradizionale per altri versi, infatti ritroviamo la collocazione dei due personaggi (la Madonna a destra e l'Angelo a sinistra) come ad esempio nell'Annunciazione di Beato Angelico. Inoltre, per mantenere la riservatezza dell'incontro Leonardo dipinse la Madonna in un angolo del palazzo, però facendo intravedere il letto dal portale; poi, un muretto delimita il giardinetto, ma con un passaggio. L'ampia parte della scena dedicata alla natura sembra voler sottolineare come il miracolo dell'Incarnazione divina coinvolga, oltre che un'umana come Maria, l'intero creato. Grande attenzione è riservata, infatti, alla descrizione botanica dei fiori e delle altre specie vegetali sia nel prato che nello sfondo: si tratta di un omaggio alla varietà e ricchezza della creazione divina. I fiori del prato, in particolar modo, appaiono studiati dal vero, con una precisione lenticolare. Nello sfondo, oltre il muretto, si vedono un fiume con anse e barche, montagne punteggiate da torri e alberi. La luce è chiarissima, come mattutina, e ingentilisce i contorni delle figure, preannunciando lo "sfumato".
L'impostazione spaziale, anziché essere data dalla prospettiva geometrica quattrocentesca (che pure è presente nell'ordinare i dettagli architettonici e le proporzioni dell'edificio, del pavimento e del leggio, con un punto di fuga al centro della tavola) è resa piuttosto dal degradare progressivo dei colori, soprattutto nello sfondo: Leonardo si servì infatti della prospettiva aerea, tecnica che prevedeva una colorazione più tenue e sfumata per i particolari più lontani, come se fossero avvolti in una foschia; egli sapeva infatti che tra l'occhio e un soggetto messo a distanza si sovrappongono molti strati di pulviscolo atmosferico, che rendono i contorni meno nitidi, a volte confusi. Gli oggetti vicini vennero, invece, raffigurati minuziosamente proprio perché più gli oggetti sono vicini, più li si vede meglio.
Si comprende che questa è un'opera giovanile dal fatto che la prospettiva aerea non sia resa gradualmente, ma c'è come uno stacco al di là degli alberi più vicini, troppo nitidi rispetto allo sfondo. Di questi alberi, i cipressi sono sistemati come colonne, sembrano dividere matematicamente la scena.

### L'Angelo
L'Angelo è raffigurato in una posizione classica, come appena planato con le ali battenti, nel momento poco prima di richiudersi. La veste però, a differenza di altri esempi (come l'Annunciazione di Simone Martini), è già completamente ricaduta al suolo e mostra il suo peso sull'erba, in cui sembra anche di poter cogliere lo spostamento d'aria dell'atterraggio.
A differenza degli angeli normalmente rappresentati, però, non ha ali di pavone (considerato animale sacro e simbolo di immortalità per la carne creduta immarcescibile), bensì ali di volatile autentiche, studiate attraverso l'anatomia propria dei volatili. C'è, però, una strana anomalia perché le ali originali erano più corte. Più tardi qualcuno dipinse sopra un'aggiunta, non comprendendo che qui Leonardo voleva rappresentare l'angelo che è atterrato, quindi che sta chiudendo le ali. Questa "correzione" compromise tutto il lavoro di studio di Leonardo sugli uccelli e la rappresentazione realistica dell'ala. L'angelo porge un giglio, emblema di purezza e castità, alla Vergine Maria. Al cipresso (sul fondo) viene associata l'immagine della Vergine Maria, di Cristo e della Chiesa, probabilmente in virtù della sua caratteristica di crescere alto verso il cielo.
L'impostazione della posizione è classica leonardesca, considerando il panneggio a pieghe ampie e morbide. Giorgio Vasari racconta che talvolta l'artista faceva modelli in argilla delle figure, le avvolgeva in morbidi manti bagnati nel gesso e quindi riproduceva pazientemente l'andamento del panneggio. La posizione delle mani è naturale: la destra è benedicente mentre la sinistra regge il giglio, simbolo di purezza. Lo sguardo è rivolto fisso verso Maria, nell'atto dell'annuncio.
C'è una perplessità riguardante la testa dell'angelo: l'incarnato è pallido e piatto e non presenta le trasparenze classiche di Leonardo. C'è grande differenza con l'angelo del Battesimo di Cristo: qui i capelli non sfumano ma appaiono come una massa compatta di ricci, che ha fatto pensare all'aiuto di un compagno di bottega.

### La Vergine e il leggio

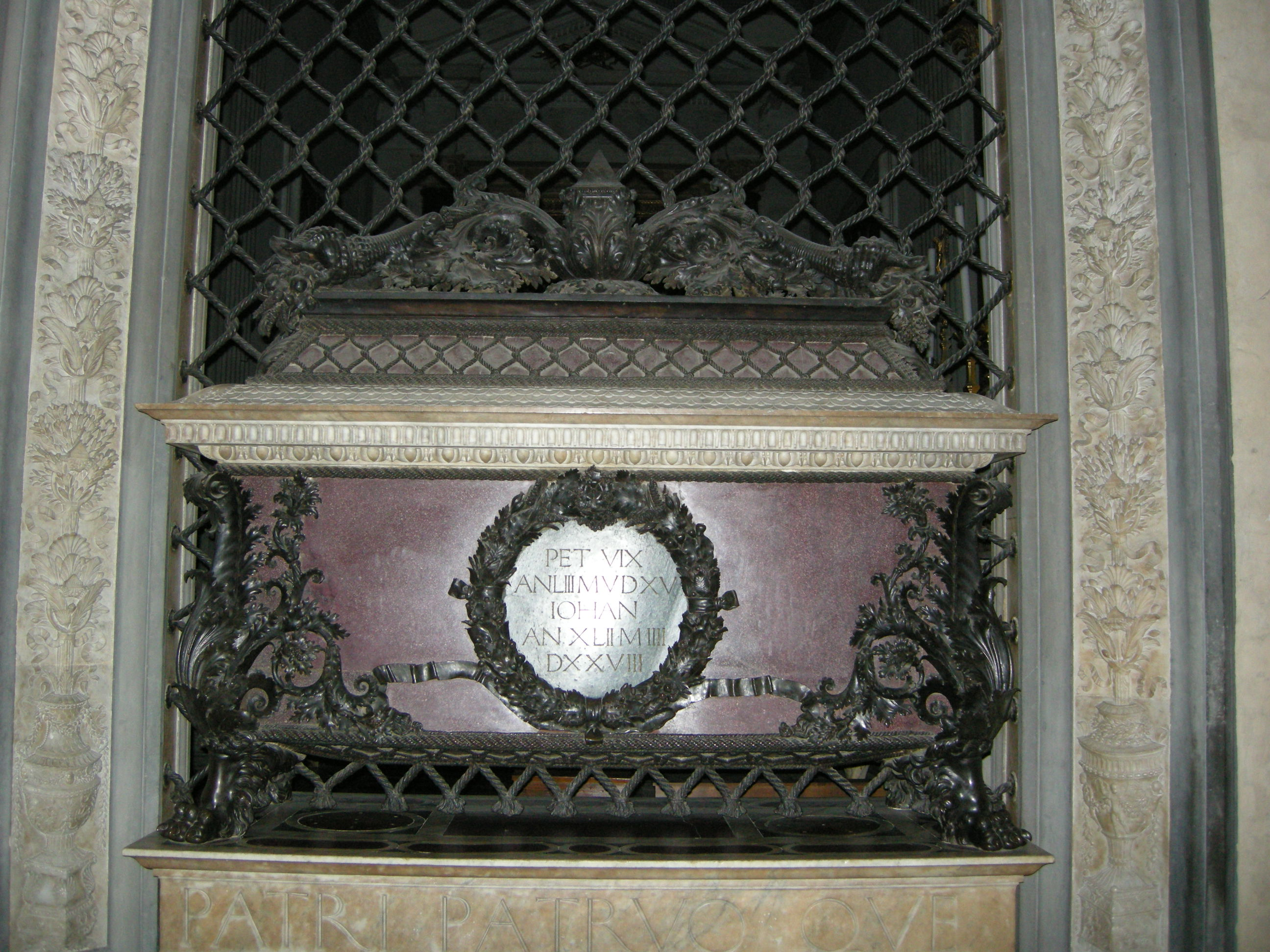
Verrocchio, tomba di Giovanni e Piero de' Medici

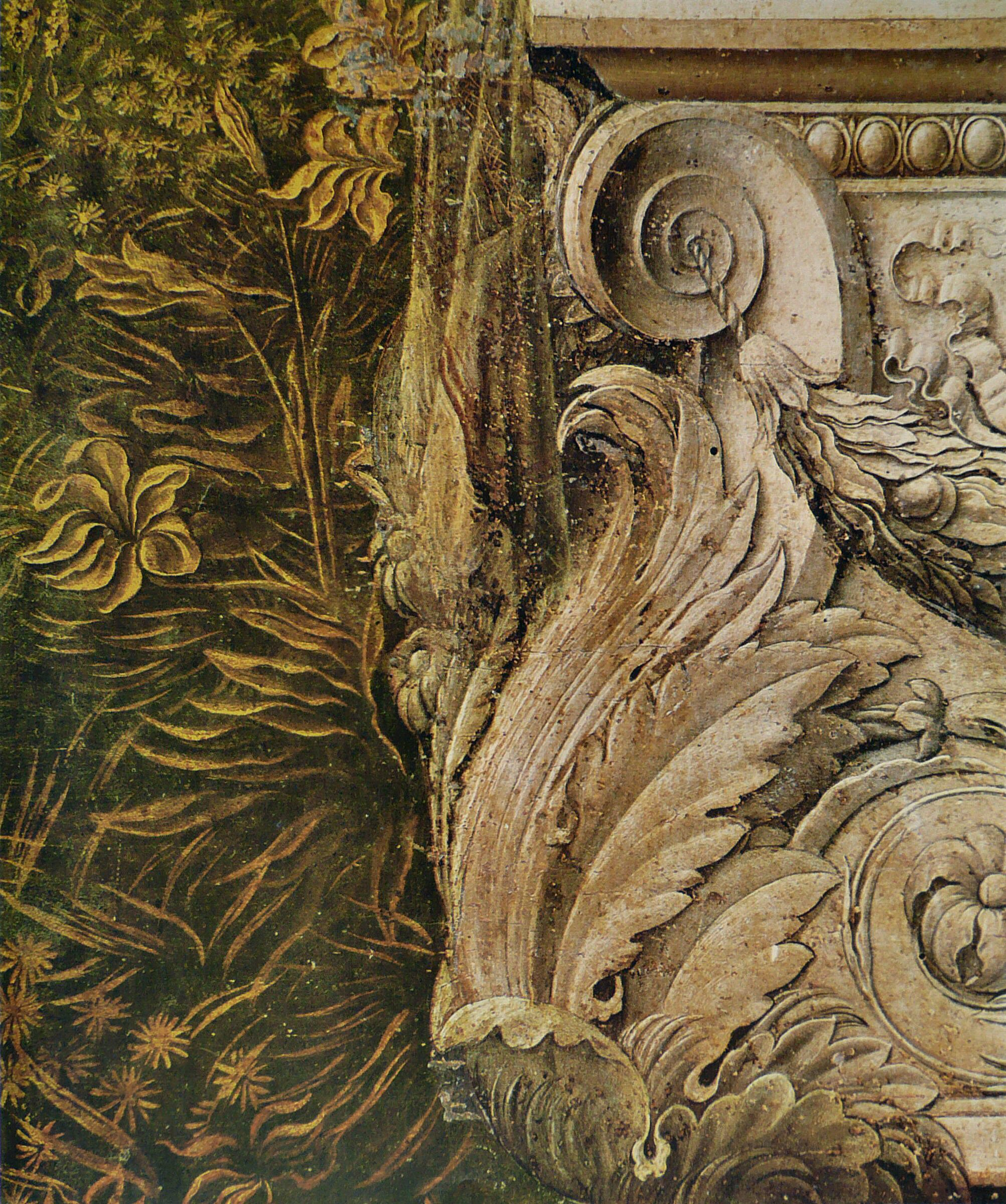
Dettaglio

Maria si trova dietro un altare marmoreo scolpito su cui è appoggiato il leggìo. Nell'altare si nota quanto Leonardo risentì degli insegnamenti del Verrocchio: è decorato con motivi classici, che trovano riscontro in un monumento del suo maestro, la tomba di Giovanni e Piero de' Medici nella sagrestia Vecchia di San Lorenzo; analoghi sono i sostegni a forma di branche leonine che si sviluppano ai lati in elementi vegetali, girali e volute. Tra i riccioli superiori, che riecheggiano l'ordine ionico, è teso un festone con foglie, frutta e fiori, sormontato da una conchiglia tra nastri svolazzanti, simbolo della "nuova Venere", cioè Maria, e della bellezza eterna. Di grande raffinatezza è il velo semitrasparente sotto il libro delle Sacre Scritture che la Vergine stava leggendo, simbolo delle profezie del Vecchio Testamento. Il testo che la Vergine sta leggendo mostra caratteri alfabetici latini e sigle abbreviative del Lexicon abbreviaturarum, usato dagli scrivani fin dal Medioevo, senza che la sequenza di lettere abbia significato: la Madonna, con tutta probabilità, sembra stia meditando sulla forma delle lettere secondo una modalità mistica di lettura spirituale.
Maria ha la mano destra appoggiata sul libro come se volesse evitare che si chiudesse (magari per il vento provocato dall'angelo), mentre la sinistra è alzata in segno di accettazione del suo destino. Amplissimo è il mantello azzurro che le copre le gambe, ricadente anche sul seggio, che dà un forte senso di plasticità ed esalta la forma nascosta delle gambe. La testa di Maria è ridipinta. È presente il contrapposto.
In alcuni punti, a una visione molto ravvicinata, si possono riscontrare le impronte digitali del ventenne Leonardo, che sfumava il colore talvolta coi polpastrelli per ottenere effetti di sfumatura e amalgama. Tale tecnica si riscontra sulle foglie dei festoni alla base del leggio e sulle dita della mano destra della Vergine.

### L'errore di prospettiva
Nel dipinto esistono degli errori di prospettiva: il braccio destro della Vergine risulta più lungo del sinistro, le gambe sono corte rispetto all'altezza del busto e il cipresso si confonde con l'edificio quattrocentesco facendolo risultare più grande. Ciò è dovuto, come già accennato, alla diversa collocazione delle gambe e delle spalle della Vergine rispetto al leggio: guardando solo la metà superiore Maria sembra lontana dallo spettatore, in angolo, guardando quella inferiore invece appare in primo piano.
Non è possibile confrontare quest'opera con l'altra versione dell'Annunciazione, che si trova oggi al Louvre, in quanto in quest'ultima la Vergine è rappresentata con le braccia incrociate sul petto.
Una teoria alternativa è stata avanzata da Antonio Natali, direttore degli Uffizi. Secondo tale teoria, che parte da un'idea di Carlo Pedretti, uno dei massimi esperti di Leonardo, l'errore di prospettiva sarebbe in realtà voluto: infatti, osservando l'Annunciazione da una posizione laterale a destra, la sproporzione del braccio risulta attenuata, per effetto dell'anamorfismo. Tale tecnica ottica, già usata da altri maestri fiorentini come Donatello e Filippo Lippi, si trova anche in studi all'interno dei taccuini di Leonardo ed è quindi possibile che l'artista abbia scelto di adottare questo adattamento prospettico in previsione della futura collocazione dell'opera, magari lungo una parete che doveva essere guardata prevalentemente in scorcio da destra.